# Politiek misdrijf
Een politiek misdrijf of politiek delict is een begrip dat zich situeert op de kruising van politiek en het strafrecht. Een politiek misdrijf kan breed genomen omschreven worden als een strafbaar feit dat gericht is tegen de bestaande politieke orde of machthebbers, tegen de veiligheid van de staat of zijn instellingen of tegen de politieke rechten van burgers, of dat anderzijds gepleegd is om politieke redenen. Reeds sinds mensenheugenis hebben er tal van gebeurtenissen plaatsgevonden die men naar huidig inzicht als politieke misdrijven kan bestempelen. Daarbij kan men bijvoorbeeld denken aan de verschillende moordaanslagen op keizers, koningen en andere heersers die de geschiedenis rijk is. Hoewel het begrip 'politieke misdrijven' dus van alle tijden is, is het is echter moeilijk dit begrip sluitend te definiëren. Verschillende organisaties, landen en rechtsstelsels kunnen met name een verschillende invulling aan het begrip geven. Een feit dat in een land met een autoritair regime strafbaar is gesteld als politiek misdrijf, kan in een liberaal-democratisch land dan weer volstrekt toegelaten zijn. Ook kan de invulling van het begrip evolueren met de tijd: feiten die op een bepaald moment strafbaar zijn gesteld als politiek misdrijf, kunnen later gedecriminaliseerd of gelegaliseerd worden en andersom. Ook maken niet alle landen en rechtsstelsels een onderscheid tussen politieke en andere misdrijven, of doen ze dit enkel voor welbepaalde doeleinden.
Daden en gedragingen die afhankelijk van het geldende recht als politieke misdrijven kunnen worden aangemerkt zijn bijvoorbeeld landverraad, spionage, collaboratie, terrorisme, dissidentie, majesteitsschennis of het plegen van een aanslag op een staatshoofd. In sommige landen en rechtsstelsels, die al dan niet een scheiding van kerk en staat kennen, kunnen bepaalde feiten als bijvoorbeeld godslastering, apostasie, afgoderij of kanselmisdrijf ook als politiek-religieuze misdrijven strafbaar gesteld zijn.

## Definitie
Zoals gezegd is het moeilijk een sluitende en tijdloze definitie te geven van het begrip 'politieke misdrijven'. Dit betekent echter niet dat de wetgeving, rechtspraak en rechtsleer in verschillende landen en contexten dit nooit betracht hebben.
Een voorbeeld van een definitie van 'politieke misdrijven' werd aanvaard op de VIe Internationale Conferentie voor de Unificatie van het Strafrecht in Kopenhagen in 1935: "Is een politiek misdrijf, het misdrijf dat hetzij de organisatie, hetzij de werkingswijze van de Staat aanrandt of de rechten die voor de burgers uit die organisatie of uit die werkingswijze voortvloeien", aangevuld door de volgende motie: "Worden politieke misdrijven geacht, de misdrijven van gemeen recht die de inwerkingstelling uitmaken van de aanrandingen waarvan spraak in de vorige paragraaf, alsmede de handelingen gepleegd om de uitvoering van een politiek misdrijf te begunstigen of om de dader van een dergelijk misdrijf toe te laten aan de toepassing van de strafwet te ontsnappen".
Het Belgische Hof van Cassatie daarentegen heeft het begrip 'politiek misdrijf' als volgt omschreven: "Een misdrijf kan slechts een politiek misdrijf zijn, hetzij indien het uit de aard van het misdrijf zelf noodzakelijk bestaat in een rechtstreekse aantasting van de politieke instellingen in hun bestaan, hun inrichting of hun werking, hetzij indien het werd gepleegd met het oogmerk om zulke aantasting op de politieke instellingen te plegen en het feit, gelet op de bijzondere omstandigheden waaronder het gepleegd wordt, rechtstreeks zulk een aantasting tot gevolg heeft of kan hebben. (...) De politieke instellingen, in de zin van het door het politiek misdrijf aangetaste rechtsgoed, omvatten onder meer de staatsvorm, de parlementen, het gezag en de grondwettelijke prerogatieven van de Koning, de volgorde van troonopvolging, de machtsuitoefening van de minister en de politieke rechten van de burgers. (...) Een misdrijf naar gemeen recht wordt een politiek misdrijf indien het werd gepleegd met het oogmerk om een aantasting op de politieke instellingen te plegen en het feit, gelet op de bijzondere omstandigheden waaronder het gepleegd wordt, rechtstreeks zulk een aantasting tot gevolg heeft of kan hebben".

## Politieke misdrijven in het internationale rechtsverkeer
In het internationale rechtsverkeer is het begrip 'politiek misdrijf' met name van belang in het uitleveringsrecht.

## Politieke misdrijven in België
Een politiek misdrijf in België is een misdrijf dat zowel door zijn opzet als door zijn uitwerking een directe aanslag op de instellingen van het land uitmaakt.
Deze politieke misdrijven zijn in twee categorieën onder te brengen:
- Zuivere politieke misdrijven: misdrijven die als zodanig altijd politiek zijn, zoals overtredingen van het Kieswetboek, het beledigen van de Koning, kanselmisdrijf, bomspotting,...
- Gemengd politieke misdrijven: misdrijven die normaliter gemeenrechtelijk strafbaar zijn maar die een politiek karakter krijgen omwille van de omstandigheden of van de motivering, zoals een moord op de Koning.

Om te bepalen of het gaat om een politiek misdrijf wordt ook een bijkomend negatief criterium gehanteerd, namelijk dat er geen winstbejag mag zijn.
Het Hof van Cassatie heeft op die manier het begrip politiek misdrijf een erg beperkte interpretatie gegeven. Net als bij drukpersmisdrijven wilde men op die manier zo veel mogelijk misdrijven onttrekken aan de bevoegdheid van het Hof van Assisen, dat volgens de Belgische Grondwet exclusief bevoegd is voor deze misdrijven.

Dit leidt soms tot situaties die moeilijk over te brengen zijn naar de burger. Zo viel in 2004 het Vlaams Blok-proces niet onder deze regeling omdat de feiten waarvoor ze vervolgd werden niet een rechtstreekse aanslag van de politieke instellingen uitmaakten.

### Gevolgen van de kwalificatie als een politiek misdrijf
- Enkel het Hof van Assisen is bevoegd.
- Er is geen voorlopige hechtenis mogelijk.
- Men heeft recht op een eervolle behandeling op het proces (bepaalde beslissingen, zoals de deuren sluiten, kunnen enkel met eenparigheid genomen worden, zonder handboeien verschijnen voor het Hof, ... ).
- Uitleveringsregime (zie hieronder).

### Uitlevering naar een andere staat
Als een land meent dat een misdrijf waarvoor de uitlevering gevraagd wordt een politiek misdrijf is, zal het niet uitleveren. Dit principe werd uitgehold door een aantal uitzonderingen:
- er volgt wel een uitlevering wanneer het gaat om een aanslag op een buitenlands staatshoofd,
- wel uitlevering bij collaboratie met de vijand,
- wel uitlevering in het geval van een aantal terroristische misdrijven, zoals bepaald in een verdrag van de Raad van Europa uit 1977 en het nieuwe protocol bij dit verdrag na 11 september 2001,
- wel uitlevering inzake het kaderbesluit over het Europees aanhoudingsbevel, waarbinnen de exceptie van het politiek misdrijf volledig wordt uitgesloten,

Deze regeling met betrekking tot de uitlevering werd in België uitgewerkt en werd later de algemene regel in het volkenrecht.
Na de omwenteling van 1830 heeft de grondwetgever dit bijzondere regime ingevoerd vanwege de vele vervolgingen van politieke dissidenten onder het Verenigd Koninkrijk der Nederlanden.
In het Europees Uitleveringsverdrag 1957 staat in artikel 3.1: 
Uitlevering wordt niet toegestaan, indien het strafbare feit waarvoor zij wordt verzocht, door de aangezochte Partij als een politiek delict of als een met dergelijk delict samenhangend feit wordt beschouwd.
In artikel 1 van het Europees Terrorismeverdrag 1977 worden een aantal strafbare feiten, bijvoorbeeld bomaanslagen, nadrukkelijk uitgesloten van het begrip 'politiek delict'.

## Politieke misdrijven in Spanje

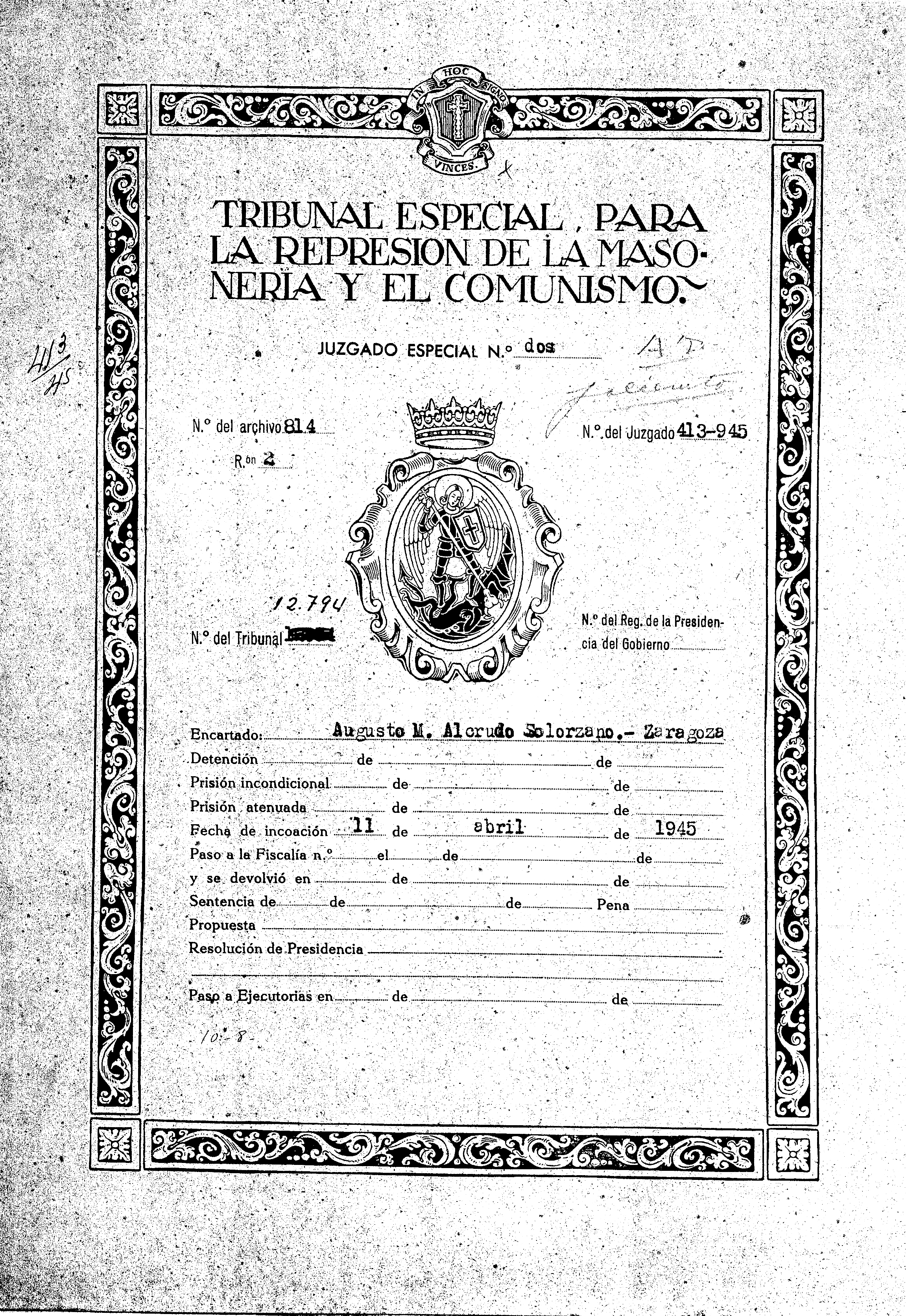
Omslag van een gerechtelijk dossier tegen een vrijmetselaar.

Tijdens de franquistische dictatuur (1939–1975) in Spanje werden de aanhangers van verscheidene groeperingen of ideologieën sterk onderdrukt. De strafbaarstellingen die hieruit voortvloeiden kunnen beschouwd worden als politieke misdrijven. Voor het vervolgen en bestraffen van deze politieke misdrijven werden bijzondere rechtbanken opgericht. Zo werd onder andere in 1940 de Bijzondere Rechtbank voor de Repressie van de Vrijmetselarij en het Communisme (in het Spaans: Tribunal Especial para la Represión de la Masonería y el Comunismo) opgericht die bestond tot 1964. Deze rechtbank werd specifiek belast met de vervolging en bestraffing van vrijmetselaars en communisten. Vanaf 1964 werden diens taken overgenomen door de beruchte Rechtbank voor Openbare Orde (in het Spaans: Tribunal de Orden Público). Deze rechtbank kreeg een brede bevoegdheid inzake de bestraffing van allerlei politieke misdrijven, zoals politieke dissidentie, illegale propaganda en rebellie. Deze Rechtbank voor Openbare Orde bestond tot 1977, toen ze tijdens de Spaanse democratische overgang werd opgevolgd door het Nationaal Gerechtshof (in het Spaans: Audiencia Nacional).